# Mordvinska narodna nošnja
Mordvinska narodna nošnja predstavlja tradicionalnu narodnu nošnju naroda Mordvina u Republici Mordoviji u Rusiji.
Pojavila se u davnim vremenima u seljačkom okruženju, a za to vrijeme bila je obdarena karakterističnim svojstvima, poput posebnog kroja, platna i ukrasa. Mordvinska narodna nošnja, posebno ženska, vrlo je šarena. Podijeljena je na tipove Erzja i Mokša. Većina tkanina za izradu odjeće bile su domaće izrade. 
Narodne nošnje Erzja i Mokša postigle su svoju potpunu umjetničku izražajnost sredinom 19. stoljeća. Ljudi koji su radili na zemlji mogli su sami izrađivati tkanine. Izrađivali su platno ili čvrsto platno za košulje od konoplje, vunenu tkaninu za toplu odjeću, vunene niti za vez u jarkim bojama. Obojane su biljnim bojama. Najzanimljivija je ženska odjeća. Sadrži puno tradicionalnih obilježja. Uzorci ručnog vezenja imaju nacionalne simbole drevnih poganskih vjerovanja.
Ukrasi na prsima uključivali su nekoliko krugova ogrlica. Posebni kružni ovratnici imali su tvrdu podlogu, koja je bila prekrivena platnom i izvezena staklenim perlicama, gumbima i lancima. Tu su bile i mrežaste ogrlice od crvenih staklenih kuglica i bakrenih gumba. Poklopili su se ogromnim vezom «panar» i «ruca». Žene Mokša nosile su obilje ukrasa na bokovima. Ovi ukrasi izrađivani su od školjaka, gumba i privjesaka. Na bokovima su bili i posebni ručnici «kes-kolucjat». U jednom kompletu moglo bi biti 6 ručnika. Obuća nazvana «karht`» bila je izrađena od lišća. Cipele su bile upletene, upletene, s niskim stranama i posebnim petljama. Mokša žene omotale su noge bijelim ili crnim komadićima materijala zvanim onuči.